# Кисельов Микола Миколайович (астроном)
Микола Миколайович Кисельов — астроном, спеціаліст з фізики комет, поляримертії та фотометрії тіл Сонячної системи, лауреат Державної премії України в галузі науки і техніки (2010).

## Життєпис
Народився 1942 року в Куйбишевській області РСФСР. 1966 закінчив матиматико-механічний факультет Ленінградського державного університету за спеціальністю «Астроном». Від 1966 працював в Інституті астрофізики Академії наук Таджикистану, да в 1977—1992 завідував відділом змінних зір. В 1991—1994 працював в Інститутіті аерономії Товариства імені Макса Планка в Німеччині. В 1994—2005 був старшим науковим співробітником в НДІ астрономії Харківського університету. Від 2005 працював в Головній астрономічній обсерваторії НАН України, був завідувачем відділом експериментальної астрофізики та оптики атмосфери.
1982 захистив кандидатську дисертацію за темою «Поляриметричні та фотометричні дослідження комет», а 2003 — докторську дисертацію за темою «Розсіяння світла на пилових частинках комет, астероїдів і навколозоряних оболонок: спостереження та інтерпретація».
Кисельов першим відкрив негативну поляризацію випромінювання комет і розділив комети на дві таксономічні групи — пилові й газові. Знайшов зміни поляризації випромінювання об'єктів Гербіга — Аро внаслідок розсіювання світла на пилинках навколозоряних дисків. Також бів співавтором відкриття поляризаційного опозиційного ефекту астероїдів типу E. В 1982—1987 був координатором радянської програми досліджень комети Галея.

## Відзнаки
- Державна премія України в галузі науки і техніки (2010)[1]
- На честь науковця названо астероїд 4208 Кисельов.[4]